# Neocorynura pseudobaccha
Neocorynura pseudobaccha är en biart som först beskrevs av Cockerell 1901.  Neocorynura pseudobaccha ingår i släktet Neocorynura och familjen vägbin. Inga underarter finns listade i Catalogue of Life.